# Domenico Saccardo
Domenico Saccardo (14 de noviembre de 1872 - 16 de agosto de 1952) fue un botánico, liquenólogo y micólogo italiano, hijo de Pier Andrea Saccardo (1845-1920).

## Biografía
Nació en 1872 en la familia del famoso micólogo italiano Pier Andrea Saccardo (desde 1845 hasta 1920).
En 1898, Domenico fue invitado para el puesto de profesor asistente Fausto Morini en el Jardín Botánico de la Universidad de Bolonia y en la primavera de 1899 llegó a Bolonia. En 1900 fue nombrado fitopatólogo de los viñedos de la universidad en Conegliano. Desde 1902 trabajó en la Estación de Fitopatología en Roma.
En 1936, recibió una beca para viajar a Eritrea, entonces parte de Etiopía. Los próximos tres años viajó por la región, estudiando la flora local.
Domenico participó en la redacción de algunos de los volúmenes fundamentales de informes de setas, compuestas por su padre, como Sylloge fungorum. También fue el autor de un complemento al libro "Flora veneta cryptogamica".

## Algunas publicaciones
- Saccardo, D. Le piante spontanee nel regio orto botanico di Padova. Atti Soc. Veneto-Trentina Sci. Nat. 1896: 452-479. 1896.
- Saccardo, D. Contributo alla flora micologica di Schemnitz. Padua, 40 p. 1896.
- Saccardo, D. Contribuzione alla micologia veneta e modenese. Malpighia 12: 201—228. 1898.
- Saccardo, D. Supplemento micologico alla "Flora veneta crittogamica". Parte I, Funghi. Padua, 110 p. 1899.
- Saccardo, D. Mycotheca italica 4 p. 1900.
- Saccardo, D. Aggiunte alla micologia romana. Modena, 31 p. 1904.
- Saccardo, P.A.; Saccardo, D. 1905. Notae mycologicae. Series V. Annales Mycologici 3 (2): 165-171.
- Saccardo, P.A.; Saccardo, D. 1905. Sylloge Fungorum 17: 1-991.
- Saccardo, P.A.; Saccardo, D. 1906. Sylloge Fungorum 18: 1-838.
- Saccardo, D. Dizionario dei nomi volgari delle piante medicinali e da essenze piu in uso e dei corrispettivi scientifici latini. Roma, 59 p. 1917.
- Saccardo, D. Il ginepro fenicio della Libia e lo sfruttamento delle sue bacche: nota. 5 p. 1922.
- Saccardo, P.A.; Saccardo, D.; Traverso, G.B.; Trotter, A. 1925. Sylloge Fungorum 23: i-xxxii, 1026 pp. Italy, Abellini; P.A. Saccardo.
- Saccardo, P.A.; Saccardo, D.; Traverso, G.B.; Trotter, A. 1928. Sylloge Fungorum 24 (2): 705-1438.
- Saccardo, P.A.; Saccardo, D.; Traverso, G.B.; Trotter, A. 1931. Sylloge Fungorum 25: [i-ii], 1-1093.
- Massa, L.; Saccardo, D. Attraverso il territorio dei Galla e Sidama. Florencia, 63 p. 1939.

## Autoría de especies de líquenes
- Scutula supernula (Nyl.) Sacc. & D.Sacc. 1905